# 브란겔랴레밍
브란겔랴레밍 또는 우랑겔레밍(Dicrostonyx vinogradovi)은 비단털쥐과에 속하는 설치류의 일종이다. 러시아 동부 해안 북극해의 브란겔섬에서만 발견된다. 자연 서식지는 툰드라 지역이고 서식지 감소로 위협을 받고 있다.